# Caso P. Diddy

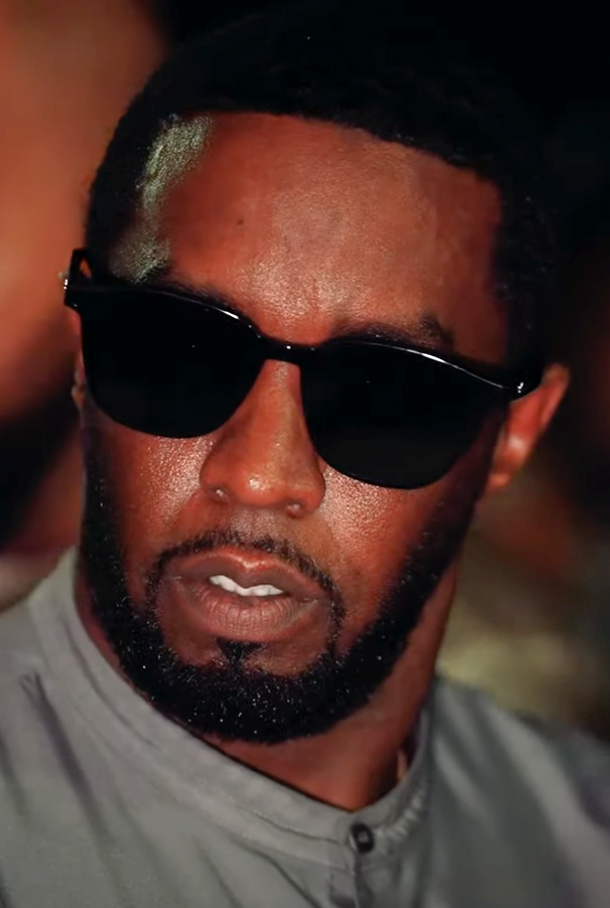
Combs en 2023.

El caso P. Diddy es una causa judicial en la cual el rapero estadounidense Sean John Combs, también conocido como Puff Daddy, P. Diddy o simplemente Diddy (Harlem, 4 de noviembre de 1969) se ha enfrentado a repetidas acusaciones de conducta sexual inapropiada por incidentes que datan de 1991 a 2023. Enfrenta al menos 10 demandas civiles relacionadas con abuso y conducta sexual inapropiada. En 2024, se declaró no culpable de todos los cargos penales federales.
El 10 de octubre de 2024, un juez federal estableció el 5 de mayo de 2025 como la fecha de inicio para el juicio penal de Combs.

## Antecedentes
En mayo de 2017, Cindy Rueda, quien anteriormente fue chef personal de Combs, presentó una demanda contra él en la Corte Superior del Condado de Los Ángeles, alegando, entre otras cosas, acoso sexual y represalias. La demanda se resolvió por una cantidad no revelada en febrero de 2019.
Cassie Ventura, con quien Combs mantuvo una relación a largo plazo, presentó una demanda contra él el 16 de noviembre de 2023, acusándolo de violación, tráfico sexual y abuso físico. La demanda también sugería que Combs fue responsable de la explosión del coche del entonces novio de Ventura, Kid Cudi. Combs y Ventura llegaron a un acuerdo no revelado al día siguiente, y la demanda fue retirada. El 17 de mayo de 2024, CNN publicó imágenes de cámaras de seguridad que mostraban a Combs agrediendo físicamente a Ventura en el hotel InterContinental de Century City, Los Ángeles, el 5 de marzo de 2016. Este incidente estaba entre las acusaciones presentadas en la demanda. El 19 de mayo de 2024, Combs emitió una disculpa en video en Instagram y Facebook, declarando que estaba «realmente arrepentido» y que sus acciones eran «injustificables». La agresión de Combs a Ventura fue detenida por el personal del hotel, después de lo cual Combs presuntamente intentó sobornar al personal, según una acusación federal en septiembre de 2024.
El 23 de noviembre de 2023, se presentaron dos demandas más. Liza Gardner alegó que Combs y Aaron Hall de Guy la agredieron sexualmente a ella y a su amiga en 1990. Joi Dickerson-Neal alegó que en 1991 Combs la drogó, la agredió sexualmente y compartió el video de su agresión sexual.
El 6 de diciembre de 2023, en una demanda presentada en el Distrito Sur de Nueva York, una Jane Doe alegó que cuando era adolescente, fue transportada en un jet privado desde Detroit a Nueva York por el entonces presidente de Bad Boy Records, Harve Pierre. Mientras estaba en Nueva York, afirma que fue violada en grupo en un estudio de grabación por Combs, Pierre y un tercer agresor.
El 26 de febrero de 2024, el productor Rodney Jones presentó otra demanda acusando a Combs de agredirlo sexualmente durante el tiempo que trabajó para Combs entre septiembre de 2022 y noviembre de 2023. En mayo, otra demanda presentada por la modelo Crystal McKinney acusó a Combs de agredirla sexualmente en 2003.
El 23 de mayo de 2024, April Lampros demandó a Combs en un tribunal del estado de Nueva York, alegando agresión, abuso sexual y la imposición negligente de angustia emocional entre 1994 y principios de la década de 2000.
El 10 de junio de 2024, Derrick Lee Cardello-Smith presentó una demanda en el condado de Lenawee, Míchigan, alegando que Combs lo agredió sexualmente en una fiesta en 1997. Debido a la falta de comparecencia de Combs en el tribunal el 9 de septiembre, a Cardello-Smith se le otorgó un fallo en rebeldía de 100 millones de dólares y una orden de restricción temporal que impidió a Combs vender activos. Ambos fueron anulados el 18 de septiembre por el mismo juez, quien citó una notificación indebida.
El 10 de septiembre de 2024, Dawn Richard, de Making the Band, presentó una demanda contra Combs por tráfico sexual, agresión sexual, agresión con lesiones, secuestro y más. En su queja, Richard también confirmó que fue testigo de las afirmaciones presentadas en la demanda de Ventura.
El 24 de septiembre de 2024, Thalia Graves presentó una demanda contra Combs alegando que él y su jefe de seguridad la drogaron, la ataron y la violaron en 2001 cuando tenía 25 años, y grabaron el incidente.
El 27 de septiembre, una modelo de Florida presentó una demanda como Jane Doe, alegando que Combs la drogó, la agredió sexualmente y la dejó embarazada. Aunque sufrió un aborto espontáneo, afirma que la entonces novia de Combs, la rapera Yung Miami, la presionó para que abortara.
El 1 de octubre de 2024, The Washington Post informó que un equipo de abogados presentaría hasta 120 demandas más, cubriendo agresiones que tuvieron lugar durante las décadas de 2000 y 2010. Los demandantes, 25 de los cuales eran menores en el momento de los incidentes, incluyen tanto hombres como mujeres. Tony Buzbee, uno de los abogados del equipo, dijo que la mayoría de las agresiones ocurrieron en el estado de Nueva York. La mitad de las presuntas víctimas afirman haber denunciado la agresión a la policía, a un médico o al FBI. Algunas afirman haber sido drogadas u ofrecidas sobornos para guardar silencio. También se mencionarán otros posibles acusados además de Combs: «Los nombres que vamos a dar, asumiendo que nuestros investigadores confirmen y corroboren lo que nos han dicho, son nombres que los sorprenderán», comentó Buzbee en una conferencia de prensa en Houston. «Estoy hablando no solo de los cobardes, sino de los cómplices, es decir, aquellas personas que sabemos que vieron este comportamiento y no hicieron nada. Y estoy hablando de las personas que participaron, lo alentaron, lo fomentaron. Ellos saben quiénes son». Andrew Van Arsdale, del grupo AVA Law, que está trabajando con Buzbee, dijo que han escuchado de unas 3 000 personas con acusaciones de abuso contra Combs, y que actualmente están investigando activamente otros 100 casos potenciales. Erica Wolff, miembro del equipo legal de Combs, dijo a la BBC que Combs «espera demostrar su inocencia y vindicarse en el tribunal, donde se establecerá la verdad en base a pruebas, no especulaciones».
El 14 de octubre, Combs enfrentó seis nuevas demandas interpuestas por acusadores. Posteriormente, el 21 de octubre, se presentaron otras siete demandas adicionales en su contra.
En diciembre de 2024, Combs, junto con Jay-Z, fue acusado en una demanda civil de violar a una niña de 13 años en una fiesta posterior a los MTV Video Music Awards en 2000.

## Procesamiento penal
El 25 de marzo de 2024, el Departamento de Seguridad Nacional allanó las propiedades de Combs en Los Ángeles, Nueva York y Miami, utilizando una orden de registro del Distrito Sur de Nueva York en relación con una investigación en curso no especificada.  federales confiscaron computadoras y otros dispositivos electrónicos.
Según el Miami Herald, los agentes federales interrogaron a Combs en el Aeropuerto de Opa-Locka el 25 de marzo. Los agentes incautaron varios dispositivos electrónicos antes de permitirle continuar con su viaje planeado a Antigua y Barbuda.
Combs fue arrestado por investigadores de Seguridad Nacional de Estados Unidos en Manhattan el 16 de septiembre de 2024, después de que un gran jurado lo acusara formalmente. Fue imputado por tráfico sexual y crimen organizado. Combs se declaró no culpable en su primera comparecencia ante un tribunal federal de Manhattan el 17 de septiembre de 2024. Durante esta audiencia, la jueza magistrada Robyn Tarnofsky le negó la fianza y ordenó que permaneciera bajo custodia federal. El 18 de septiembre, un segundo juez, Andrew L. Carter Jr., rechazó nuevamente la solicitud de fianza debido a preocupaciones sobre posibles amenazas e intimidación a testigos, a pesar de que sus abogados ofrecieron una fianza de 50 millones de dólares. Actualmente, Combs está recluido en el Centro de Detención Metropolitano en Brooklyn.
El 10 de octubre de 2024, el juez federal de Nueva York, Arun Subramanian, programó para el 5 de mayo de 2025 el inicio del juicio contra Combs.
En julio de 2025, Sean Combs fue condenado por tráfico de personas con fines de prostitución. Sin embargo, el jurado lo declaró inocente de los cargos de trata de personas y conspiración para extorsionar.

## Principales implicados
Entre los principales nombres asociados a Sean «Diddy» Combs, se destacan varias celebridades que han tenido relaciones notables con el rapero. Jennifer Lopez, por ejemplo, mantuvo una relación con Combs desde 1999 hasta 2001, un período marcado por una intensa cobertura mediática y un incidente en el que Diddy fue arrestado tras un tiroteo en una discoteca de Manhattan. Aunque las acusaciones en su contra fueron posteriormente retiradas, la relación terminó ese mismo año.
50 Cent, durante un concierto, ha tenido una rivalidad pública con Diddy que se remonta a 2006, cuando criticó al rapero en una canción y lo acusó de estar vinculado a la muerte de Notorious B.I.G. Recientemente, 50 Cent anunció la producción de un documental titulado ¿Diddy lo hizo?, sobre las alegaciones contra Combs.
Jay-Z, quien mantiene una larga amistad con Diddy, ha sido criticado en redes sociales por Nicki Minaj y 50 Cent debido a su falta de posicionamiento en relación con el caso. A pesar de la amistad, Jay-Z no fue mencionado en las acusaciones.
Naomi Campbell, amiga de Diddy, organizó una fiesta para él en noviembre de 2023, pero eliminó las fotos de la celebración tras las acusaciones de Cassie Ventura.
Usher, quien fue apadrinado por Diddy en los años 1990, también ha hecho declaraciones sobre las experiencias confusas que vivió durante el tiempo que estuvo con el rapero, pero no se ha manifestado sobre las recientes alegaciones. La situación de Combs sigue reverberando en los medios, involucrando una compleja red de relaciones y acusaciones.

## Respuestas de la industria y las empresas
El 24 de noviembre de 2023, Macy's anunció que retiraba toda la ropa de Sean John de sus tiendas departamentales y en línea, poniendo fin a su colaboración. Cuatro días después, Combs renunció como presidente de Revolt TV. Tsuri, Nuudii System, Fulaba y House of Takura también finalizaron sus afiliaciones con el negocio de comercio electrónico de Combs, Empower Global.
Hulu canceló la producción de una serie de telerrealidad planeada que giraba en torno a Combs y su familia. Un portavoz de la empresa matriz de Hulu, The Walt Disney Company, dijo que «el programa estaba en las primeras etapas y no está actualmente en producción». El 23 de diciembre de 2023, la Academia de Grabación decidió «re-evaluar» la invitación de Combs para la 66.ª edición de los Premios Grammy, que se celebraría el 4 de febrero de 2024. Aunque estaba nominado para el premio al «Mejor Álbum R&B Progresivo» por Love Album: Off the Grid, no asistió a la ceremonia.
Durante una presentación en vivo en noviembre de 2023, Kesha cambió la letra inicial de su éxito de 2009, «Tik Tok», de «wake up in the morning feeling like P. Diddy» a «wake up in the morning feeling like just me». En una actuación en Coachella con Reneé Rapp en abril de 2024, Kesha modificó la letra nuevamente, diciendo «wake up in the morning like fuck P. Diddy». También ha afirmado en entrevistas que planea interpretar permanentemente la versión de Coachella en sus conciertos y ha animado a los fanáticos a aprender esta nueva letra para cantarla en sus shows.
Para abril de 2024, la transmisión en radio y las cifras de streaming de Combs disminuyeron un 88 % y un 51.8 %, respectivamente. En mayo de 2024, la personalidad de la radio australiana Stav Davidson y la diputada líder de la oposición en Australia, Sussan Ley, pidieron un boicot o prohibición permanente de la música de Combs en servicios de streaming y radio. La marca de fitness Peloton Interactive retiró la música de Combs de sus clases y listas de reproducción, tras anunciar inicialmente que «pausarían» su uso.
El 7 de junio de 2024, la Universidad de Howard anunció que revocaba el doctorado honorario de Combs. También devolvieron su donación de un millón de dólares y terminaron su acuerdo de compromiso. Nueve días después, el alcalde de la ciudad de Nueva York, Eric Adams, anunció la revocación de la llave de la ciudad otorgada a Combs en septiembre de 2023. El 28 de junio de 2024, la oficina de la fiscal del condado de Miami-Dade, Katherine Fernández Rundle, revocó el Día de Sean «Diddy» Combs, un festivo en toda la ciudad de Miami Beach, Florida, instaurado en su honor el 13 de octubre de 2016.
El 19 de septiembre de 2024, cuando Maren Morris interpretó su canción «Rich» en el festival de música Bourbon & Beyond, eliminó la referencia a Diddy en la letra «Me and Diddy drippin' diamonds like Marilyn» y la reemplazó por una mención a Dolly Parton, tras el reciente arresto de Combs.
El 28 de septiembre de 2024, en un concierto de los Jonas Brothers en el LDLC Arena de París, Francia, cuando Joe Jonas interpretó la canción «Cake by the Ocean» de DNCE, cambió la letra «Walk for me, baby / I'll be Diddy, you'll be Naomi» a «Walk for me, baby / I'll be watching you be Naomi». Los cambios se produjeron tras la detención de Combs, acusado de crimen organizado y tráfico sexual mediante coerción.
En septiembre, Netflix anunció el desarrollo de una miniserie documental para televisión centrada en las acusaciones, titulada Diddy Do It, que contaría con la producción ejecutiva de 50 Cent, quien declaró que los beneficios del proyecto se destinarían a las víctimas de agresiones sexuales y violaciones.